# Aurora Feint
Aurora Feint war eine Computerspiel-Serie, die im Verlauf des Jahres 2008 von Danielle Cassley und Jason Citron für iOS entwickelt wurde. 

## Geschichte
Aurora Feint The Beginning wurde in der ersten Welle von App Store Anwendungen im Juli 2008 veröffentlicht und war ein kostenloses Einzelspieler-Spiel, das die geometrische Formmanipulation von Tetris Attack mit den Charakterbildungsaspekten eines Rollenspiels kombinierte.
Aurora Feint II: The Beginning wurde im Dezember 2008 veröffentlicht und erweiterte das Spiel um grafische und Community-Features.
Aurora Feint II: The Arena wurde im November 2008 veröffentlicht, fügte Multiplayer-Funktionen hinzu und wurde von den Entwicklern als das erste gelegentliche asynchrone Massively Multiplayer Online Game bezeichnet.
Aurora Feint II: Tower Puzzles wurde im Dezember 2008 veröffentlicht und bot Dutzende von visuellen Rätseln, die auf den „Turm“-Standorten in den anderen Titeln basierten.
Alle Versionen von Aurora Feint wurden am 14. Juli 2012 aus dem App Store entfernt.

## Spielablauf
Der Spielmechanismus basierte auf Nintendos Panel de Pon und die Spiele der Serie haben einige Ähnlichkeiten: die Mine, den Laden, die Schmiede und den Turm. In der Mine, kombinierten Spieler Blöcke zu Kombinationen von drei oder mehr gleichen Steinen um Kristalle und Ressourcen zu sammeln. Diese konnten dann im Laden ausgegeben werden, um Blaupausen und Zauberbücher zu erhalten. Blaupausen konnten in der Schmiede vervollständigt werden, indem genug Ressourcen in einer vorgegebenen Zeit gesammelt wurden. Dadurch bekam man Zugriff auf neue Arten von Waffen. Im Turm konnten Zauberbücher vervollständigt werden. Dafür bekam man Rätsel mit einer begrenzten Zuganzahl. Löste man diese Rätsel, verbesserte man die Effizienz beim Abbauen von Blöcken in der Mine.
Aurora Feint II: The Arena hatte einige neue Mehrspielerfunktionen, wie online Duelle zwischen Spielern, Chats in der Taverne, Neuigkeiten, neue Charaktere und Ranglisten. Charaktere, die bereits in Aurora Feint The Beginning erworben und entwickelt wurden, konnten auf Aurora Feint II: The Arena übertragen werden.